# Mali Vrh Kamanjski
Mali Vrh Kamanjski – wieś w Chorwacji, w żupanii karlowackiej, w gminie Kamanje. W 2011 roku liczyła 67 mieszkańców.